# Aux origines de l'Action française
Intelligence et politique à l'aube du XXe siècle
Aux origines de l'Action française est un ouvrage posthume de l'historien français Victor Nguyen publié en 1991. Il s'agit de la thèse inachevée de l'auteur consacrée à l'étude de Charles Maurras et l'Action française.

## Présentation

### Contexte
Victor Nguyen se suicide le jour de l'anniversaire de ses cinquante ans le 13 juin 1986 laissant sa thèse inachevée. D'après l'historien et sociologue Émile Poulat et le professeur de littérature française Éric Marty, le refus du Centre national de la recherche scientifique de l'intégrer comme chercheur aurait motivé son suicide parmi d'autres raisons,.

### Plan

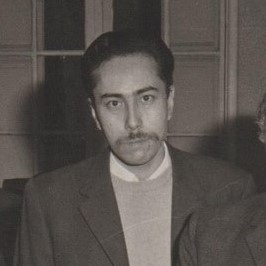
Victor Nguyen en 1972.

Le livre est segmenté douze chapitres divisés en trois parties : la province à Paris, le Midi et la Nation. Dans la première partie, Victor Nguyen s'attarde sur la montée de Maurras à Paris depuis Martigues en 1885. Il s'intéresse aussi aux débuts du jeune Maurras comme rédacteur auprès de L'Observateur français, journal catholique et antisémite. De plus, Victor Nguyen retrace la formation de Maurras dans un milieu catholique traditionnel en dépit de son agnosticisme provoqué par sa surdité survenue à l'âge de quatorze ans. La deuxième partie s'épanche sur la renaissance félibréenne au travers de la publication du journal L'Aiòli et la rationalisation du courant fédéraliste autour de La Cocarde et de la Revue encyclopédique. Madeleine Rebérioux souligne l'effort de Victor Nguyen pour traduire le débat littéraire de Maurras sur l'aristocratie intellectuelle « qui, de 1893 à 1898, traverse autant La Plume que les Entretiens politiques et littéraires, voire le Mercure de France ». La troisième partie se conclut sur le déclenchement de l'affaire Dreyfus en 1898.

## Critiques
Émile Poulat salue cette « grande thèse à jamais inachevée et qui ne sera pas soutenue ».